# République centrafricaine aux Jeux olympiques
La République centrafricaine a participé pour la première fois aux Jeux olympiques en 1968 puis participe à chaque jeux depuis 1984. Le pays n'a jamais participé aux Jeux d'hiver. 
Le pays n'a jamais remporté de médailles.
Le Comité national olympique et sportif centrafricain a été créé en 1963 et a été reconnu par le Comité international olympique (CIO) l'année suivante.